# Елмурат Тасмурадов
Елмурат Тасмурадов (Ташкентска област, 12. децембар 1991) је узбекистански рвач грчко-римским стилом. Учествовао је на Олимпијским играма 2012. и заузео шеснаесто место. На Светском првенству 2013. дошао је до бронзе, а исти успех поновио је годину дана касније. На Олимпијским играма у Рио де Жанеиру 2016. освојио је бронзану медаљу. Првак Азије постао је 2013, 2014. и 2015, а 2012. био је сребрни.